# 成本年秀
成本 年秀（なりもと としひで、1968年9月11日 - ）は、兵庫県西宮市出身の元プロ野球選手（投手）、野球指導者。

## 経歴

### プロ入り前
1968年、西宮市で衣料品店を経営する両親のもとに生まれる。小学校の頃は「阪神タイガース子供の会」に入り、自転車でわずか20分の距離だった甲子園球場で年10回以上は観戦していた。掛布雅之に憧れ、中学校では4番・三塁手を務めた。進学した地元の西宮東高では部員がわずか12名だったこともあり、投手に転向。全体練習後に1時間以上かけて投球フォームを固め、さらに武庫川沿いを走ってトレーニングしていた。3年夏の兵庫大会はベスト16で敗れたが、最速138km/hの速球がスカウトに注目されるようになっており、校内にもスカウトは多く来ていたが高校時代には指名はされなかった。
高校卒業後はセレクションを受け京都産業大学に進学し、硬式野球部に入部。ケガを克服し、4年次の春季リーグ戦では6勝を挙げ、最優秀投手に選ばれた。4年秋のリーグ戦では龍谷大との優勝決定戦で胴上げ投手となっている。リーグ戦で通算10勝3敗の成績を残したが秋に右肩を痛めて指名漏れとなり、大阪ガスに進んだ。社会人1年目の1991年は西岡洋がエースとして活躍し、チームは第18回社会人野球日本選手権大会で準優勝を果たしている。このため成本に大きな負担はかからず、西正文から野球に対する厳しい姿勢を学びながら故障を乗り越えた。西岡がプロ入りした翌1992年はエースとしてチームを支え、都市対抗では予選3試合で完投し、本大会でもNTT信越を5安打に抑え、完投勝利を挙げている。同年のドラフト会議にて千葉ロッテマリーンズから2位指名を受け、入団。なお、契約金と年俸はそれぞれ7500万円、800万円だった。

### ロッテ時代
入団当初は同期入団かつ同年齢の武藤潤一郎にライバル意識を持っていた。
1993年シーズンは開幕時を唯一、一軍で迎え、3試合に先発したが主に中継ぎとして計37試合に登板し、同年のシーズンオフの契約更改では年俸1500万円（推定）となり、武藤の金額を抜いた。
1994年シーズンは河本育之の不調もあり、安定感を評価され、抑えを任され、19セーブを挙げている。同年のシーズンオフには大学時代から交際していた京産大のゼミの同級生と結婚。
1995年シーズンからは復調した河本とともにダブルストッパーとして活躍し、オールスターゲームにも初出場を果たした。
1996年シーズンは2年連続でオールスター出場を果たし、30セーブポイントで最優秀救援投手のタイトルを獲得。同年のシーズンオフには年俸も1億円の大台に乗っている。
1997年シーズンは、2月のアリゾナでの春季キャンプ中に紅白戦で登板した後に右肘に違和感を覚える。ペースを落として調整を続けたが小指と薬指の感覚がなくなり、開幕直後に一軍登録を抹消。7月に一軍に復帰してだましだまし投げていたが結果が伴わず、近藤昭仁監督の勧めで来日中のフランク・ジョーブ博士に診察を受けた。さらにアメリカで精密検査を受け、右肘の腱が切れ、関節が緩くなっていることがわかった。そのままでは70％の力しか出せず、時間が経てばさらに衰えると診断され、9月19日に左手首の腱を右肘に移植する手術（トミー・ジョン手術）を受けた。桑田真澄や村田兆治も同じ手術を受けていたため、大きな不安はなかったという。
手術後10日ほどはギプスで固定された右腕が全く動かせず、その後は腕が1.5倍に腫れ上がり、常に曲がった状態だった。リハビリは右腕の屈伸から始まり、続いて1kgぐらいの物を持ったりジョギングするようになる。
1998年シーズンは、2月にはロッテがキャンプを行なうアリゾナ州ピオリアに移り、検査を受け、キャンプに参加。下から投げるところからスローイングなども始めた。チームの帰国後はアリゾナに残り、サンディエゴ・パドレスのキャンプに参加し、3月末に帰国してからもリハビリを続けている。7月に再渡米し、検査したところ炎症が見つかって投球禁止となり、同年のシーズンはイースタン・リーグでの登板すらなかった。10月に入ってから黒潮リーグで2試合に先発している。
1999年シーズンはキャンプからスタミナ養成を重視し、先発としてイースタン・リーグで16試合に登板し、腕の振りがスムーズになってきたところで一軍へ昇格。8月22日の対近鉄戦が復帰戦となり、ルーキー以来の先発で2年ぶりの勝利を挙げた。この試合は千葉マリンスタジアムでの開催で、前日に予告先発で名前が告げられると大きな歓声が上がり、当日のヒーローインタビュー後はロッカールームで同僚が拍手で成本を出迎えたという。
2000年シーズンは夏場まで調子が上がらず、シーズン終盤は再びリリーフに回り、球速も戻ってきたものの球団の期待より回復のペースは遅かった。コンディショニングコーチの立花龍司らは復活の可能性を感じていたが、一軍では小林雅英がリリーフエースに成長し、立花も同年のシーズン限りでの退団が決まり、イースタン・リーグ公式戦終了翌日の10月5日に戦力外通告を受けた。

### 阪神時代以降
ロッテからはフロント入りを勧められたが、もう一度納得の行く投球をしたいとの思いから現役続行を希望し、自由契約となる。選手再生に実績がある野村克也が監督、自身の全盛時にロッテで監督を務めた八木沢荘六が投手コーチを務める阪神タイガースに対象を絞って入団を目指した。大阪ガスのグラウンドで練習をして10月24日から阪神鳴尾浜球場での入団テストに臨み、制球力などを評価されて合格が決まった。
2001年シーズンのオープン戦は7試合に登板し、防御率1.29、4セーブの好成績を残し、開幕直前にクローザーを任される。開幕第2戦の3月31日の対巨人戦で3点リードの9回一死から初登板すると、本塁打を打たれた上に走者をためながらも後続を断り、チームは勝利。続く4月3日の対広島戦で移籍後初セーブを記録すると安定し始め、5月4日の対中日戦では3イニングを投げ、移籍後初の勝利投手となるなど、肩の不安も解消。5年ぶりに同年のオールスターゲームにも出場。最終的に20セーブを記録し、カムバック賞を受賞。同年のシーズンオフには3倍増となる年俸4500万円で契約を更改している。
2002年シーズンはクローザー候補のマーク・バルデスの加入もあり、開幕二軍スタートとなる。星野仙一監督がチームの若返りを目指す中、吉野誠や金澤健人の成長もあり、一軍登板の機会なく、シーズンを終えた。同年のシーズンオフに成本自身2度目の戦力外通告を受けた。
2003年シーズンにはヤクルトスワローズへ移籍。同年のシーズンは32試合に登板。
2004年シーズン限りで自由契約となり、同年のシーズンオフの11月24日には雁の巣球場で12球団合同トライアウトを受けている。
2005年シーズンは中華職業の統一に入団。同年のシーズン限りで現役を引退。

### 現役引退後
2006年にヤクルトの一軍投手コーチに就任。
2007年は21年ぶりの最下位とチームが低迷した為、シーズン終了後に責任を取る形でヤクルトを退団。
2008年から古巣ロッテの一軍ブルペン担当コーチ。
2010年は二軍投手コーチ。
2011年からは一軍投手コーチを務めたがチーム防御率リーグ最下位に低迷し、13年ぶりの最下位に終わった。
2012年からは再び二軍投手コーチを務める。同年10月15日、球団から翌年のコーチ契約更新はない旨を通知された。
2013年より、大阪ガスの投手コーチを務める。
2015年から、再びヤクルトに復帰し、二軍チーフ投手コーチに就任。2016年シーズン終了後、ヤクルトの二軍コーチを退任。2017年から再び、大阪ガス硬式野球部にてアドバイザーとして指導した。
2018年5月8日、ベースボール・チャレンジ・リーグの滋賀ユナイテッドベースボールクラブ（2020年シーズンよりオセアン滋賀ブラックス）の投手コーチに就任。同年8月24日、体調不良で休養した監督の松本匡史の後を受けて代理監督に就任することが発表された。9月8日に松本が監督に復帰し、成本も投手コーチに復帰した。シーズン終了後、松本の監督退任に伴い、2019年から正式に監督へ就任することが発表された。
2020年シーズン終了後の10月10日に退任が発表された。
2023年1月10日、阪神大学野球連盟1部の大阪電気通信大学硬式野球部で投手コーチに就任することが発表された。

## 選手としての特徴・人物
速球の球速は140km/h程度しか出なかった。しかし投球フォームや配球のバランスが良く、見た目より球の出が遅く、かつ腕の振りが見えないフォームを持っていた。高校時代はストレートとカーブだけだった球種も大学時代にスライダー、社会人でフォークボールを習得し、更にプロでストレートとフォークに磨きをかけた。こうしてスライダーとフォークをウイニングショットとし、三振も取れて大崩れしにくい投手となった。
メンタル面にも強い関心を持ち、現役時代は多くの書籍を読んで研究している。クローザー時代は5回にはブルペンに入って7回から肩を作り、マウンドに向かう段階で投球する姿をイメージして一気に集中を高めたという。この際に最悪の事態を想定し、自らに緊張を与え、緊迫した場面での動揺を防ぐとともに、最後は打ち取る良いイメージでまとめていた。また食事など健康管理にも気を配り、試合前日は炭水化物、登板後は疲労回復のために肉を取り、それ以外は魚や火を通した野菜を中心としたメニューとしていた。

## 詳細情報

### 年度別投手成績
| 年 度     | 球 団     | 登 板 | 先 発 | 完 投 | 完 封 | 無 四 球 | 勝 利 | 敗 戦 | セ 丨 ブ | ホ 丨 ル ド | 勝 率 | 打 者 | 投 球 回 | 被 安 打 | 被 本 塁 打 | 与 四 球 | 敬 遠 | 与 死 球 | 奪 三 振 | 暴 投 | ボ 丨 ク | 失 点 | 自 責 点 | 防 御 率 | W H I P |
| --------- | --------- | ----- | ----- | ----- | ----- | -------- | ----- | ----- | -------- | ----------- | ----- | ----- | -------- | -------- | ----------- | -------- | ----- | -------- | -------- | ----- | -------- | ----- | -------- | -------- | ------- |
| 1993      | ロッテ    | 37    | 3     | 0     | 0     | 0        | 1     | 4     | 0        | --          | .200  | 316   | 75.1     | 62       | 7           | 32       | 1     | 2        | 52       | 2     | 0        | 29    | 27       | 3.23     | 1.25    |
| 1994      | ロッテ    | 47    | 0     | 0     | 0     | 0        | 3     | 6     | 19       | --          | .333  | 359   | 85.2     | 76       | 5           | 29       | 1     | 2        | 98       | 3     | 0        | 27    | 26       | 2.73     | 1.23    |
| 1995      | ロッテ    | 44    | 0     | 0     | 0     | 0        | 9     | 3     | 21       | --          | .750  | 248   | 63.0     | 43       | 5           | 20       | 4     | 1        | 61       | 4     | 0        | 14    | 14       | 2.00     | 1.00    |
| 1996      | ロッテ    | 45    | 0     | 0     | 0     | 0        | 7     | 6     | 23       | --          | .538  | 259   | 62.1     | 56       | 8           | 15       | 5     | 1        | 64       | 2     | 0        | 26    | 23       | 3.32     | 1.14    |
| 1997      | ロッテ    | 11    | 0     | 0     | 0     | 0        | 2     | 0     | 0        | --          | 1.000 | 57    | 10.1     | 15       | 2           | 10       | 0     | 1        | 7        | 1     | 0        | 14    | 12       | 10.45    | 2.42    |
| 1999      | ロッテ    | 2     | 2     | 0     | 0     | 0        | 1     | 0     | 0        | --          | 1.000 | 32    | 7.2      | 7        | 1           | 4        | 0     | 0        | 5        | 1     | 2        | 4     | 4        | 4.70     | 1.43    |
| 2000      | ロッテ    | 1     | 0     | 0     | 0     | 0        | 0     | 0     | 0        | --          | ----  | 6     | 1.0      | 2        | 0           | 2        | 0     | 0        | 0        | 0     | 0        | 3     | 3        | 27.00    | 4.00    |
| 2001      | 阪神      | 45    | 0     | 0     | 0     | 0        | 3     | 1     | 20       | --          | .750  | 217   | 50.0     | 51       | 2           | 19       | 5     | 3        | 34       | 2     | 0        | 13    | 13       | 2.34     | 1.40    |
| 2003      | ヤクルト  | 32    | 0     | 0     | 0     | 0        | 0     | 0     | 0        | --          | ----  | 166   | 39.2     | 43       | 11          | 5        | 1     | 5        | 35       | 2     | 1        | 23    | 23       | 5.22     | 1.21    |
| 2004      | ヤクルト  | 7     | 0     | 0     | 0     | 0        | 0     | 0     | 0        | --          | ----  | 36    | 7.1      | 13       | 1           | 0        | 0     | 1        | 3        | 0     | 0        | 6     | 4        | 4.91     | 1.77    |
| 2005      | 統一      | 6     | 6     | 0     | 0     | 0        | 2     | 2     | 0        | --          | .500  | 122   | 27.2     | 26       | 2           | 13       | 0     | 2        | 19       | 1     | 0        | 13    | 12       | 3.90     | 1.41    |
| NPB：10年 | NPB：10年 | 271   | 5     | 0     | 0     | 0        | 26    | 20    | 83       | --          | .565  | 1696  | 402.1    | 368      | 42          | 136      | 17    | 16       | 359      | 17    | 3        | 159   | 149      | 3.33     | 1.25    |
| CPBL：1年 | CPBL：1年 | 6     | 6     | 0     | 0     | 0        | 2     | 2     | 0        | --          | .500  | 122   | 27.2     | 26       | 2           | 13       | 0     | 2        | 19       | 1     | 0        | 13    | 12       | 3.90     | 1.41    |

- 各年度の太字はリーグ最高

### タイトル
- 最優秀救援投手：1回（1996年）

### 表彰
- カムバック賞：1回（2001年）

### 記録
初記録
- 初登板：1993年4月14日、対近鉄バファローズ1回戦（千葉マリンスタジアム）、7回表に3番手として救援登板、2回2/3無失点
- 初奪三振：同上、7回表に金村義明から
- 初先発登板：1993年4月21日、対福岡ダイエーホークス2回戦（福岡ドーム）、4回1/3を2失点
- 初勝利：1993年9月18日、対福岡ダイエーホークス25回戦（千葉マリンスタジアム）、5回表二死に2番手として救援登板、2回2/3無失点
- 初セーブ：1994年4月17日、対福岡ダイエーホークス3回戦（千葉マリンスタジアム）、6回表に2番手として救援登板・完了、4回無失点
- 初先発勝利：1999年8月22日、対大阪近鉄バファローズ20回戦（千葉マリンスタジアム）、6回2失点

その他の記録
- オールスターゲーム出場：3回（1995年、1996年、2001年）

### 背番号
- 19（1993年 - 2000年）
- 48（2001年 - 2002年）
- 12（2003年 - 2004年）
- 21（2005年）
- 79（2006年 - 2007年）
- 81（2008年 - 2010年、2012年、2018年 - 2020年）
- 71（2011年）
- 86（2015年 - 2016年）